# Міллс Дарден
Міллс Дарден (англ. Mills Darden; 7 жовтня 1799 — 23 січня 1857) — американець, відомий через свій надзвичайний зріст та вагу. Офіційно задокументовано, що його зріст становив 2,29 м (7 футів 6 дюймів), вага 463 кг (1020 фунтів). Таким чином його ІМТ становив 88,2.
Міллс (чи Майлз) Дарден народився 7 жовтня 1799 року біля Річ Сквер, Північна Кароліна, США. Його батьками були Джон та Мері Дарден. Він був одружений принаймні один раз і мав декілька дітей. Зріст його дружини Мері, яка померла 25 лютого 1837 року у віці біля сорока років, становив 1,5 м (4 фути 11 дюймів), важила вона 44 кг (98 фунтів).
Він помер 23 січня 1857 року. Похований у місті Лексінгтон, штат Теннессі.